# ریجفیلد (نیوجرسی)
ریجفیلد (به انگلیسی: Ridgefield) شهری در ایالت نیوجرسی کشور ایالات متحده آمریکا است که جمعیت آن در سرشماری سال ۲۰۱۰ میلادی، ۱۱٬۰۳۲ نفر بوده‌است.